# Alta Franconia
Alta Franconia (en alemán: Oberfranken; pronunciación: [ˈoːbɐˌfʁaŋkn̩]ⓘ) es una de las siete regiones administrativas en que está dividido el estado alemán de Baviera.
La Alta Franconia se encuentra al noreste del estado federado y limita con Sajonia, Turingia, Baja Franconia, Franconia Media y el Alto Palatinado. Además tiene una frontera exterior con la región checa de Karlovy Vary.
Su capital administrativa es Bayreuth.

## División administrativa
La región de la Alta Franconia está dividida en cuatro ciudades-distrito (Kreisfreie Städte) y nueve distritos rurales (Landkreise):

### Ciudades-distrito
1. Bamberg
2. Bayreuth
3. Coburg
4. Hof

### Distritos rurales
1. Distrito de Bayreuth
2. Distrito de Bamberg
3. Distrito de Coburg
4. Distrito de Forchheim
5. Distrito de Hof
6. Distrito de Kronach
7. Distrito de Kulmbach
8. Distrito de Lichtenfels

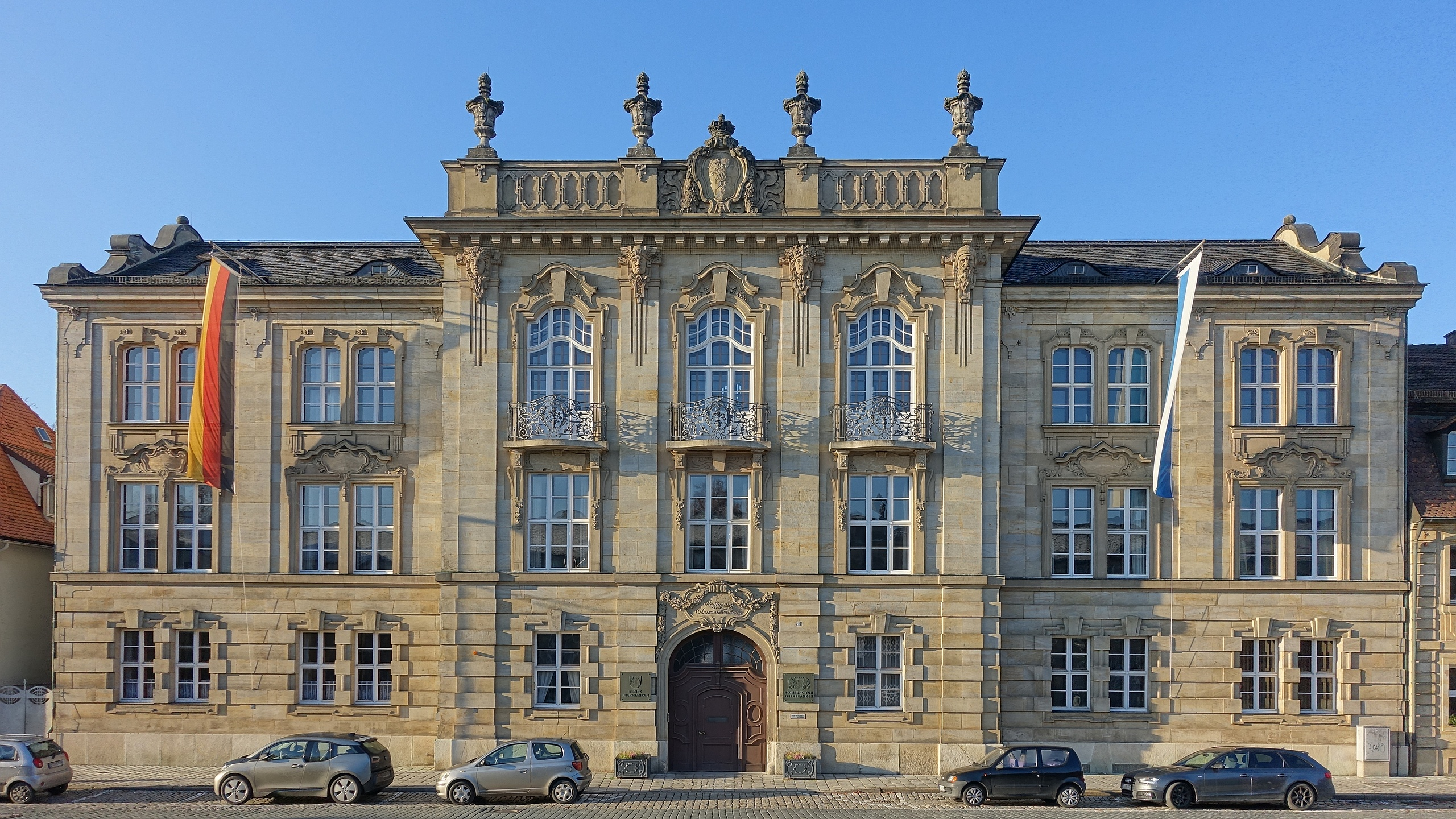
Sede del Gobierno de la Alta Franconia en Bayreuth.

9. Distrito de Wunsiedel im Fichtelgebirge

### Ciudades importantes

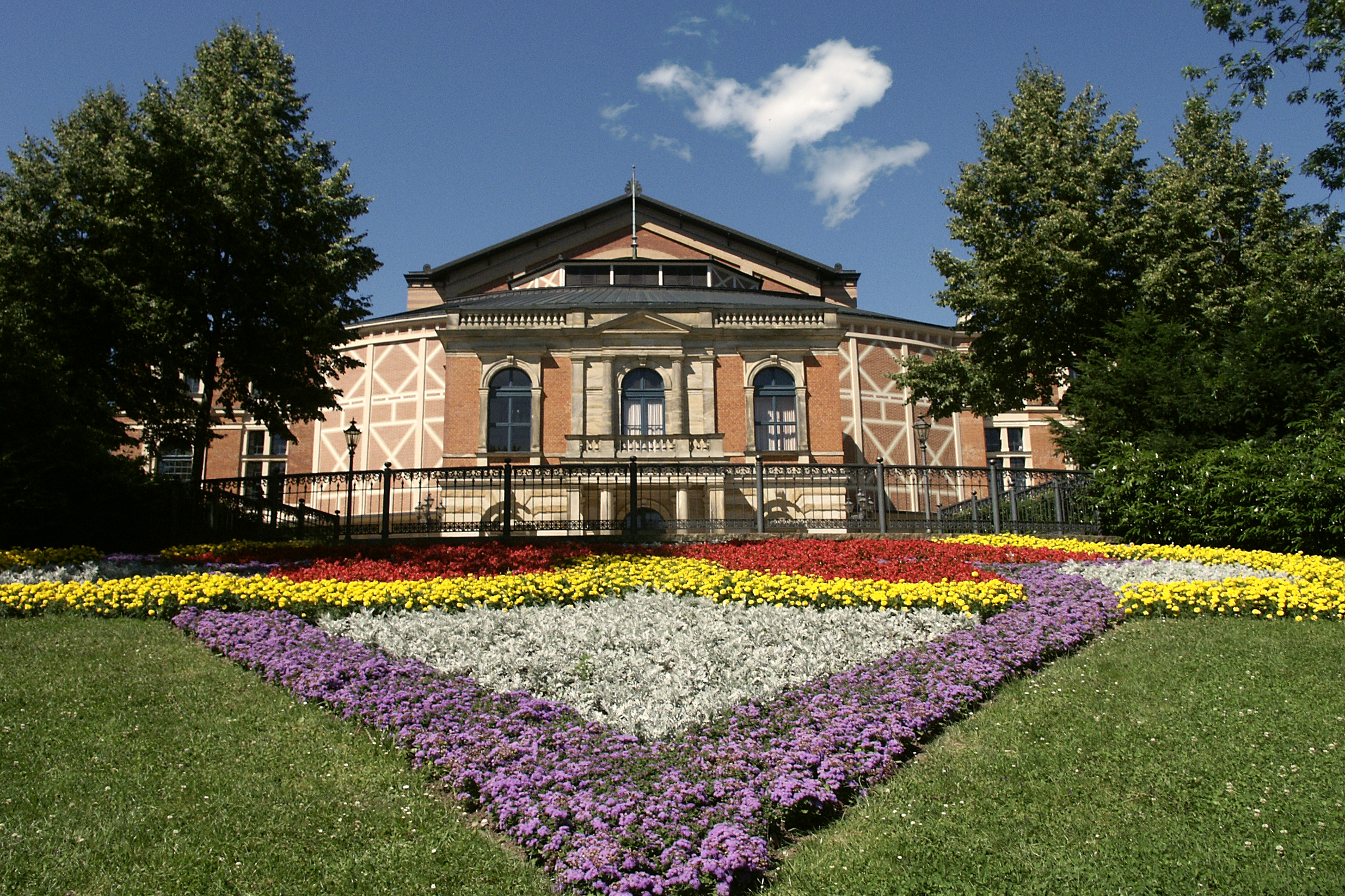
Sede del Festival de Bayreuth.

| Ciudad       | Habitantes |
| ------------ | ---------- |
| Bayreuth     | 72.716     |
| Bamberg      | 72.341     |
| Hof          | 48.124     |
| Coburg       | 42.015     |
| Forchheim    | 30.817     |
| Kulmbach     | 27.626     |
| Lichtenfels  | 21.143     |
| Marktredwitz | 17.862     |
| Kronach      | 17.246     |
| Selb         | 16.799     |

## Geografía

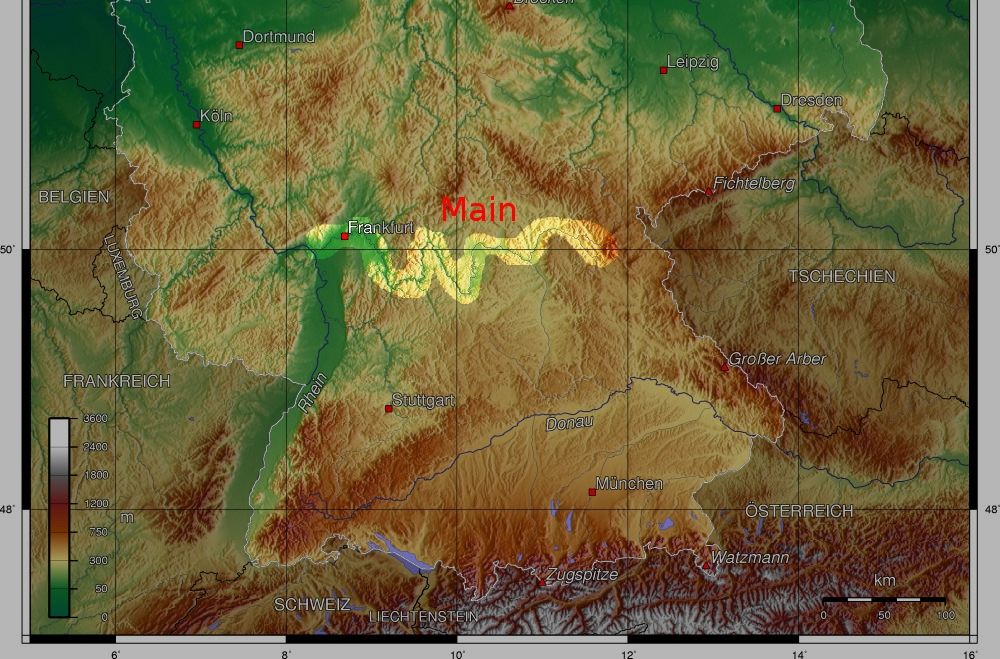
Mapa del recorrido del Meno.

| - Coburger Land - Fichtelgebirge - Selva de Franconia (Frankenwald) - La Suiza Francona - Bayerisches Vogtland - Fränkische Hassberge - Obermainland - Nördliche Fränkische Alb - Regnitztal - Münchberger Gneisplatte - Steigerwald | \| - Meno - Saale - Pegnitz - Regnitz - Kössein - Röden - Haßlach - Itz \| - Weismain - Wiesent - Rodach - Kronach - Steinach - Selbitz - Eger \| |
| - Meno - Saale - Pegnitz - Regnitz - Kössein - Röden - Haßlach - Itz | - Weismain - Wiesent - Rodach - Kronach - Steinach - Selbitz - Eger                                                                               |

## Población

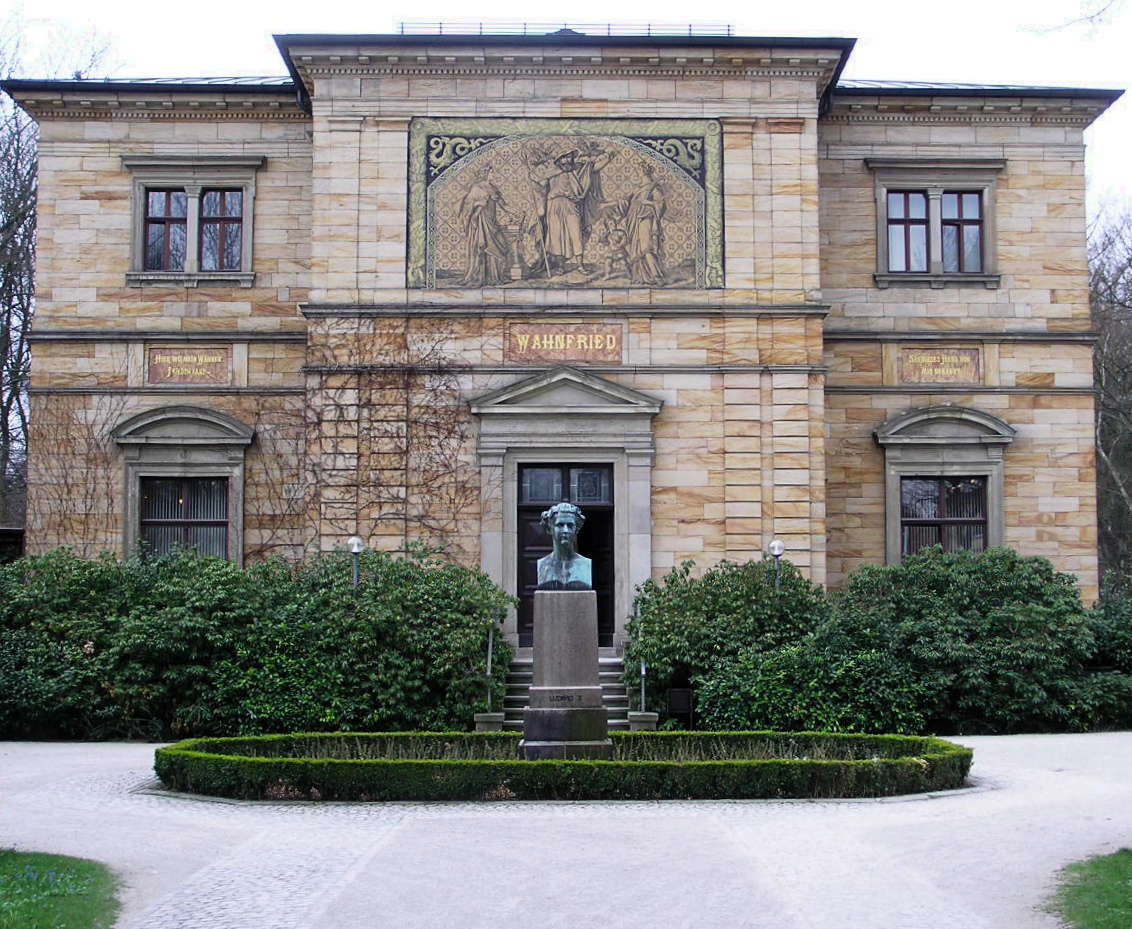
Casa de Wagner en Bayreuth Villa-Wahnfried.

| Año  | Población |
| ---- | --------- |
| 1900 | 608,116   |
| 1910 | 661,862   |
| 1939 | 790,151   |
| 1950 | 1,088,721 |
| 1961 | 1,056,087 |
| 1970 | 1,079,131 |
| 1987 | 1,036,576 |
| 2002 | 1,112,655 |
| 2005 | 1,101,390 |

## Historia

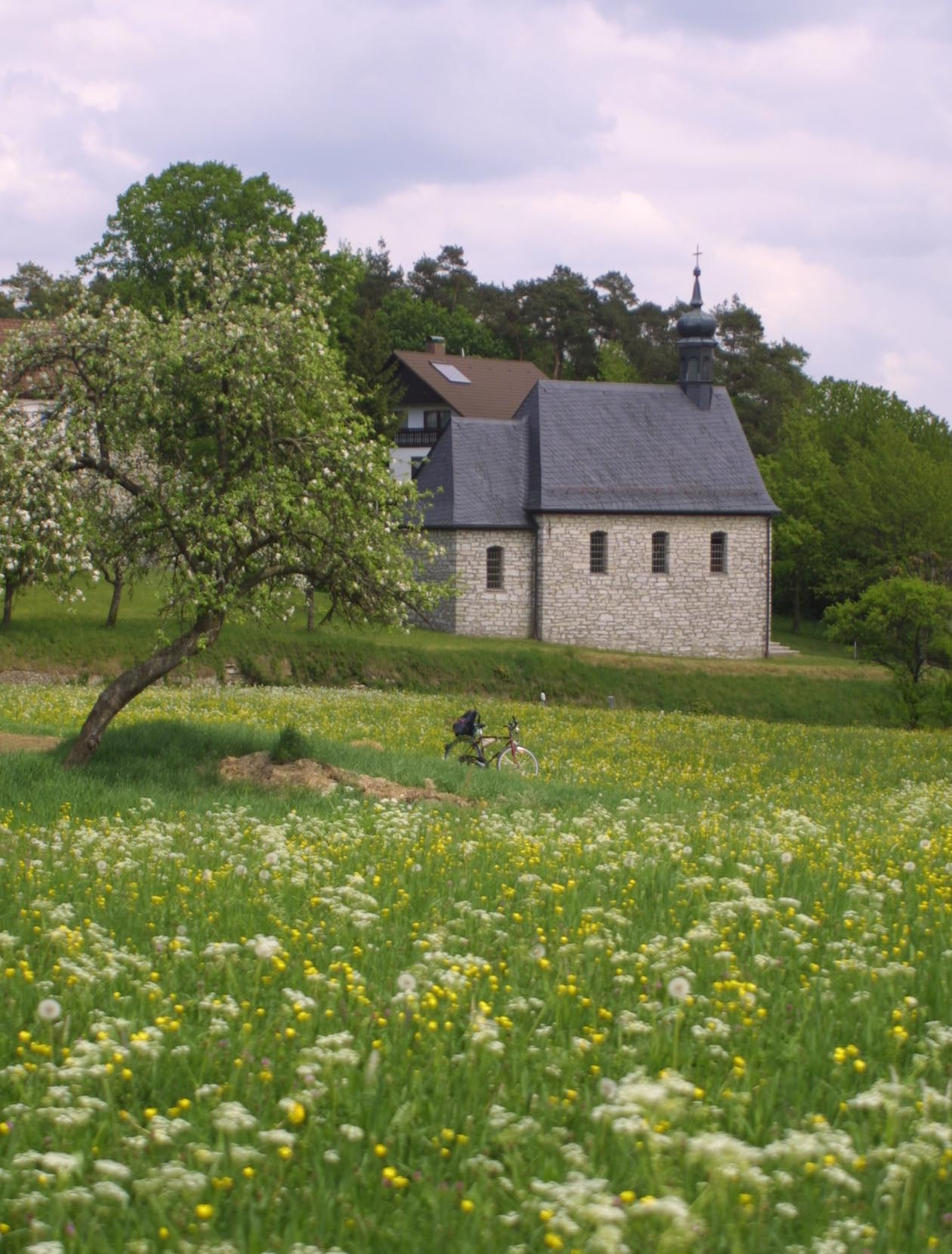
Capilla rural en Alta Franconia.

Los primeros signos de presencia humana en la Alta Franconia tienen 120.000–80.000 años de antigüedad y corresponden al neardental.
El territorio de la Alta Franconia actual se compone principalmente de tres zonas históricas del Obispado Principesco de Bamberg, el margraviato de Bayreuth de los Hohenzollern y el Ducado de Sajonia-Coburgo.
El obispado de Bayreuth se creó en la Alta Edad Media para convertir a los eslavos paganos del alto Meno; el margraviato de Bayreuth surgió con la expansión del poder de los Hohenzollern alrededor de la cercana Núremberg; otro tanto hicieron los Henneberg primero y los Wettin después desde el norte hacia Coburgo.
Con la Reichsdeputationshauptschluss el Ducado de Baviera recibió el territorio de Bamberg y lo convirtió el 29 de noviembre de 1802 en la Provincia Bávara de Bamberg. El 1 de octubre de 1808 se la renombró como Mainkreis (circunscripción del Meno).
Napoleón conquistó en 1806 el Margraviato de Bayreuth al Reino de Prusia y lo conservó como pays reservé (propiedad privada del emperador) entre 1806 y 1810; más tarde fue adquirido por el Reino de Baviera por 15 millones de francos. El 30 de junio de 1810 se realizó la entrega oficial. Desde entonces Bayreuth es la capital de la Alta Franconia bávara.
El nombre de Alta Franconia es la denominación oficial de la región desde el 1 de enero de 1838. Proviene del Ducado de Franconia, del cual la actual Alta Franconia quedaba en la parte oriental. El 1 de julio de 1920, se adhirió el Estado Libre de Coburgo a Baviera, con lo cual la Alta Franconia tomó su forma actual.

## Economía

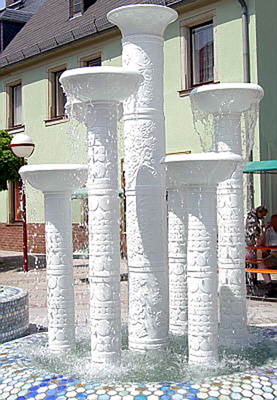
Fuente de porcelana en el centro de Selb.

La tasa de desempleo en la Alta Franconia era del 8,2% (2007), la cual bajó en comparación a la de 2006 (10,7%) y 2005 (11.5%).
Más de un cuarto de todos los empleados en la Alta Franconia trabajan en la industria automovilística.
Las ramas industriales más importantes según el número de empleados son (septiembre de 2005):
- plásticos (16.100)
- ingeniería industrial (13.400)
- cerámica y vidrio (11.700)
- productos derivados del metal (9900)
- textiles (9400)
- productos alimenticios
- turismo

La zona de Hof-Bayreuth-Kulmbach es uno de los centros del textil más importantes de Alemania. En el distrito rural de Wunsiedel se encuentra también el centro de la industria cerámica alemana. La región de Lichtenfels-Coburg se destaca a nivel nacional por el tapizado de muebles.
La Alta Franconia tiene la tercera mayor densidad industrial de Europa.

## Transporte

### Autopistas
- A 3
- A 9/E 51
- A 70/E 48
- A 72/E 441
- A 73
- A 93

### Ferrocarril
(Recorridos principales)
- Múnich-Núremberg-Bamberg-Lichtenfels-Saalfeld-Jena-Berlín (ICE)
- Dresde-Chemnitz-Plauen-Hof-Marktredwitz/Bayreuth-Núremberg (IRE)
- Sonneberg-Coburg-Lichtenfels-Bamberg-Forchheim-Núremberg
- Ratisbona-Marktredwitz-Hof-Gera-Leipzig
- Núremberg-Marktredwitz-Eger
- Würzburg-Bamberg-Hof/Bayreuth

### Aeropuertos
- Aeropuerto de Hof y Aeropuerto de Fráncfort del Meno

### Caminos de bicicleta
- Camino del Meno
- Camino del Saale

### Senderismo
- Rennsteig
- Fichtelgebirge
- Sendero del Meno-Danubio
- Sendero del Meno
- Sendero Saar-Schlesien
- Sendero de Franconia (Frankenweg)